# FC Barcelona Bàsquet B
El filial del Futbol Club Barcelona de Bàsquet o FCB Bàsquet B és l'equip de reserva de la secció de bàsquet del FC Barcelona. L'equip juga actualment en el nivell 3, a la LEB Plata espanyola.

## Història
El 2003, el Barcelona B es va proclamar campió de la Lliga EBA amateur espanyola de 4t nivell, de manera que va ascendir a la divisió LEB 2, però posteriorment va renunciar a la seva plaça. Després d'un acord entre el FC Barcelona i el CB Cornellà, perquè el Cornellà tornés a col·laborar com a equip reserva del FC Barcelona; l'equip 'B' va ser replegat pel Barcelona, entre 2005 i 2010. El 2010 el Barcelona B va reobrir i va jugar en la divisió LEB Plata.
L'equip va jugar llavors a la segona divisió espanyola LEB Or, des del 2012, quan l'equip va guanyar un lloc vacant a la lliga, fins al 2014, quan va descendir de nou a la divisió LEB Plata. L'agost de 2015, el club va tornar a obtenir una plaça vacant en la segona divisió LEB Or.

## Temporada a temporada
| Temporada | Nivell                            | Divisió                           | Pos.                              | W–L                               | Competicions de Copa              | Competicions de Copa              |
| --------- | --------------------------------- | --------------------------------- | --------------------------------- | --------------------------------- | --------------------------------- | --------------------------------- |
| 1997-98   | 3                                 | Lliga EBA                         | 1st                               | 20-6                              | Copa EBA                          | RU                                |
| 1998–99   | 3                                 | Lliga EBA                         | 4th                               | 19–11                             |                                   |                                   |
| 1999–00   | 3                                 | Lliga EBA                         | 6th                               | 14-12                             |                                   |                                   |
| 2000-01   | 4                                 | Lliga EBA                         | 4th                               | 23-7                              |                                   |                                   |
| 2001-02   | 4                                 | Lliga EBA                         | 5th                               | 20-12                             |                                   |                                   |
| 2002-03   | 4                                 | Lliga EBA                         | 3rd                               | 24-11                             |                                   |                                   |
| 2003-04   | 4                                 | Lliga EBA                         | 4th                               | 21-9                              |                                   |                                   |
| 2004-05   | 4                                 | Lliga EBA                         | 9th                               | 15-15                             |                                   |                                   |
| 2005-10   | No va participar a cap competició | No va participar a cap competició | No va participar a cap competició | No va participar a cap competició | No va participar a cap competició | No va participar a cap competició |
| 2010-11   | 3                                 | LEB Plata                         | 10è                               | 11-17                             |                                   |                                   |
| 2011-12   | 3                                 | LEB Plata                         | 5è                                | 15-15                             |                                   |                                   |
| 2012-13   | 2                                 | LEB Oro                           | 10è                               | 11-15                             |                                   |                                   |
| 2013-14   | 2                                 | LEB Oro                           | 13è                               | 5-21                              |                                   |                                   |
| 2014-15   | 3                                 | LEB Plata                         | 13è                               | 9-19                              |                                   |                                   |
| 2015-16   | 2                                 | LEB Oro                           | 12è                               | 13-17                             |                                   |                                   |
| 2016-17   | 2                                 | LEB Oro                           | 14è                               | 13-21                             |                                   |                                   |
| 2017-18   | 2                                 | LEB Oro                           | 12è                               | 13-21                             |                                   |                                   |
| 2018-19   | 2                                 | LEB Oro                           | 17è                               | 9-25                              |                                   |                                   |
| 2019-20   | 3                                 | LEB Plata                         | 7è                                | 14-11                             |                                   |                                   |

## Trofeus i premis

### Trofeus
- Lliga EBA: (1)
  - 2003

### Premis individuals
LEB Oro Rising estrella
- Mario Hezonja - 2013
- Marc García - 2016